# جوانکا بروز
جوانکا بروز (سیریلیک صربی: Јованка Будисављевић Броз؛ ۷ دسامبر ۱۹۲۴ – ۲۰ اکتبر ۲۰۱۳) یک سیاست‌مدار اهل صربستان بود.
وی همچنین برندهٔ جوایزی همچون نشان شوالیه ملی لیاقت شده است. وی همسر یوسیپ بروز تیتو رئیس جمهور یوگسلاوی و رهبر اتحادیه کمونیست‌های یوگسلاوی بود. او و همسرش از جمله شرکت کنندگان در جشن‌های ۲۵۰۰ ساله شاهنشاهی ایران بودند.